# Lady Barbara
Lady Barbara è una canzone di Renato dei Profeti, fondatore del gruppo I Profeti alla sua prima esperienza da solista, pubblicata nel 1970. Il brano vinse il festival Un disco per l'estate e raggiunse il primo posto nella hit parade italiana.
Lo stesso anno la canzone fu adattata in inglese da Errol Brown e Tony Wilson, e la cover eseguita da Peter Noone e dagli Herman's Hermits, raggiunse il settimo posto in Nuova Zelanda e il tredicesimo nel Regno Unito nel 1970. 
Lo stesso anno il brano indicò anche il titolo di un film musicale, Lady Barbara, diretto da Mario Amendola e interpretato dallo stesso Renato dei Profeti.

## Testo e significato
La canzone tratta l'argomento dell'amore impossibile: il protagonista vede una donna bellissima e irraggiungibile, che abitava in un castello tutto d'oro e che appartieneva a un altro uomo. L'arrangiamento sfocia nel ritornello in una sorta di marcetta a cui si contrappone la voce quasi implorante del cantante: so che amarti non dovrei / ma il mio cuore sai / non vive senza te.